# Digitális
Digitális: valamely változó jelenségnek, vagy fizikai mennyiségnek diszkrét (nem folytonos), megszámlálhatóan felaprózott, s így számokkal meghatározható, felírható értékeinek halmaza (például: jel (informatika), számítógép, széles sávú internetkapcsolatok, digitális fényképezők, digitális hangrögzítés stb.).
A digitális rendszerek sokkal inkább számokat (leginkább bináris számokat) használnak bevitelhez, feldolgozáshoz, átvitelhez, tároláshoz vagy megjelenítéshez, mint az értékek folytonos spektrumát (ez utóbbit ugyanis az analóg rendszerek használják), vagy a nem-numerikus szimbólumokat, mint a betűk vagy ikonok.
A különbség a „digitális” és az „analóg” vagy „szimbolikus” között a bevitelnek, az adatok tárolásának és az átvitelnek, egy műszer belső működésének vagy a megjelenítés fajtájának módjában rejlik. A szó a latin digit, digitus szavakból ered. A szavak jelentése ujj (számolás az ujjakkal), mert akkoriban az ujjakat lehetett használni diszkrét számolás céljára.
A „digitális” szót leggyakrabban a számítástechnika és az elektronika területén használják, különösen azokon a területeken, ahol a való világ információit konvertálják át bináris számokká. Ilyenek például a digitális hang(zás) és a digitális fényképezés. A digitális adatátvivő jelek az elektronikus vagy optikai impulzus két lehetséges értéke közül az egyiket vehetik fel: a logikai 1 (van impulzus) vagy 0 (nincs impulzus) értékeket.
Az ilyen rendszerű eszközöknél gyakran egy „e-” előtag utal a digitális mivoltára, mint az e-mailnél vagy az e-könyvnél, bár nem minden elektronikus rendszer digitális (és nem minden digitális rendszer elektronikus: digitális rendszer - vezérlőrendszer, számítógép stb. - elvileg felépíthető optikai, pneumatikus vagy hidraulikus, de akár mechanikus elven is, és a jövőben nem kizárható molekuláris vagy biológiai elven működő digitális rendszerek létrejötte sem).

## Digitális zaj
Az adat átvitele során valamennyi zaj mindig kerül a jelbe. Ennek számtalan oka lehet. Például a rádión keresztül vett adatokhoz hibás adatok (zaj) kerülhetnek más rádióforrások interferenciája vagy az univerzumból érkező háttérsugárzás rádiótartományban is vehető jelei miatt. A mikrofonok mindent – „értékes” jeleket ugyanúgy, mint a háttérzajt – felvesznek anélkül, hogy különbséget tennének a jel és a zaj között. Ez azt jelenti, hogy a hanggal egyidejűleg a zaj is kódolódik. Elektromos jelek vezetéken továbbítva gyengülnek a vezeték ellenállása miatt, és időben szóródnak a vezeték kapacitása miatt. A hőmérséklet ingadozása erősítheti vagy gyengítheti ezeket a hatásokat. Bár a digitális átvitel során a jelminőség szintén romlik, ezek a csekély változások a jelben még biztonsággal elfogadhatóak. Az analóg jelnél bármilyen kis változás a jelben nagy méretű torzulást okozhat a vételnél. A digitális jelnél ezek a változások elfogadhatóak, mivel bármely jel, amely egy várt értékhez közeli értéket vesz fel, már értelmezhető a várt értéknek. Probléma csak analóg és digitális rendszerek összekapcsolásánál jelentkezhet, mivel a digitális rendszer számára még elfogadható változások az analóg rendszernél olyan problémákat okozhatnak, melyek a rendszer szempontjából nem tolerálhatóak.

## Szimbólum konvertálása digitális jellé
Mivel a szimbólumok nem folytonosak, átalakításuk digitális jellé egyszerűbb folyamat és az adatvesztés esélye is kisebb, mint az analóg jelek digitálissá alakítása folyamán. A folyamat mintavételezés és részekre osztás helyett egyszerűbb lépésekben történik, melyek a lekérdezés és a kódolás.
Egy szimbólumokat tartalmazó beviteli eszköz általában számos kapcsolóból áll. A feldolgozó rendszer szabályos időközönként lekérdezi a kapcsolók adatai, és figyeli, hogy azok meg vannak-e nyomva. Az adat elveszik, ha (egy lekérdezési intervallumon) belül két kapcsoló egyszerre van benyomva, vagy egy kapcsoló van benyomva, felengedve, majd ismét benyomva. Ezt a lekérdezést egy az eszközbe helyezett speciális processzor is végezheti, megóvva a fő processzort a túlzott megterheléstől. Amikor egy új szimbólum kerül bevitelre, az eszköz megszakító jelet küld a CPU-nak és a jel beolvasására készteti.
A kevés kapcsolóval rendelkező eszközök (mint például a joystick) esetén bármelyik kapcsoló helyzete bitekkel kódolható (általában 0 a felengedett és 1 a lenyomott helyzet esetén). Ez a megoldás akkor nagyon hasznos, ha a billentyűkombinációk is jelentéssel bírnak. Egyes esetekben ezt az átviteli módszert alkalmazzák a billentyűzet módosító billentyűin (mint a Shift és a Control billentyűk). Ám ez az eljárás nem alkalmazható abban az esetben, ha több billentyű található az adott eszközön, mint az egy bájtban vagy egy szóban kódolt bitek száma.
A több kapcsolóval rendelkező eszközök (mint például a számítógép billentyűzete) többnyire ezeket a kapcsolókat egy leolvasó mátrixba rendezik úgy, hogy az egyes kapcsolók (lenyomott állapotban) egy x és y tengely metszéspontjait határozzák meg. A lenyomott kapcsoló csatlakozik a hozzá tartozó x és y tengelyhez. A lekérdezés (vagy szkennelés) során mind az x, mind az y tengely egy megfelelő értéke aktiválódik, s a két adatból (x; y) már értelmes jel generálható, mely jelzi, hogy mely billentyű került lenyomásra. Ha a billentyűzet processzora érzékeli, hogy egy billentyű állapota megváltozott, jelet küld a központi feldolgozóegységnek (CPU), amely tartalmazza a billentyű új állapotát és a leolvasási kódját. A szimbólumot ekkor a feldolgozóegység a módosító billentyűk állapotától függően kódolja vagy számmá konvertálja, így előállítja a kívánt karakter kódját, amely a legtöbb esetben a képernyőn is megjelenik.
Átlagos kódolás használata egy különleges alkalmazásnál is megoldható adatvesztés nélkül. Azonban a szabványos kódolás (mint például az ASCII) használata problémás lehet az olyan szimbólumoknál, mint például a 'ß', amely karaktert szintén át kell alakítani, ám a szabvány karakterkészletekben nem szerepel. Emiatt a karakter az ASCII használatánál vagy egyáltalán nem, vagy felismerhetetlenül (például egy üres téglalapként) jelenik meg. Erre a problémára nyújt megoldást az egyre inkább elterjedő UTF-8 kódolás, mely gyakorlatilag az összes manapság írásnál használatos karaktert (cirill, görög, kínai, örmény, indiai, arab, héber, magyar ékezetes betűk stb.) tartalmazza.

## Történelmi digitális rendszerek
Bár a „digitális jel” fogalom sokak szerint csak a modern elektronikában és a számítástechnikában használt bináris elektronikus digitális rendszerekkel áll összefüggésben, ez a feltételezés nem helyes. A digitális rendszerek valójában nagyon ősi eredetűek és sem az nem szükséges, hogy binárisak, sem az, hogy elektronikusak legyenek.
- A jelzőtűz talán a legegyszerűbb nem-elektronikus digitális jel, mely csupán két állapottal (be- és kikapcsolt állapot) rendelkezik. Talán a füstjel a digitális jel legősibb példája, melynél egy analóg „hordozót” (füst) modulálnak egy pokróccal, így hozva létre a digitális jeleket (füstgomolyagok), melyek az információt szállítják.
- A DNS négy alapérték (melyeket A-val, C-vel, T-vel és G-vel jelölnek) különböző kombinációit tartalmazza. Tehát a DNS felfogható úgy, mint egy négyes számrendszerben kódolt információforrás. Minden egyes érték valójában egy szerves molekula, úgynevezett nukleotid. A DNS a fő információ-átvivő rendszer két egymást követő generáció között. (A teljes igazsághoz hozzátartozik, hogy a DNS-ben a négyféle nukleotid egymáshoz képesti térbeli elrendeződése is hordoz információt, nem beszélve a közöttük kialakuló másodlagos kötésekről.)
- A morzekód rendszere ötféle jel variációiból áll. Ezek a pont, vonás, rövid szünet (a betűk között), közepes szünet (szavak között) és a hosszú szünet (mondatok között). A morzekód rendszerének köszönhetően az így kódolt üzenetek többféle módon is eljuthatnak a címzetthez, azaz többféle közvetítő közeg is használható. Ilyenek az elektromosság (elektromos távíró) vagy a fény (villanófény).
- A Braille rendszer volt az első bináris formátumú karakterkódoló rendszer, mely egy hat bites kódot használt, és a kódolt karakterek mindegyikét pontokból álló mintázat alkotta. (A Braille rendszer vakok számára készült, a vakok „olvasását” teszi lehetővé.)
- A szemaforjelzéseknél rudakat vagy zászlókat tartanak meghatározott helyzetben, ezek kölcsönös helyzete kódolja az üzenetet, amit a megfigyelő adott távolságig képes észlelni (mivel látnia kell a jelet).
- A nemzetközi tengeri jelzőzászlók különböző jelei az ábécé különböző betűit jelképezik, ennek segítségével tudnak (tudtak) a hajók egymásnak üzenetet küldeni (látótávolságon belül).
- Egy, az előzőeknél sokkal inkább modernebb találmány a modem, amely egy analóg „hordozót” (a hangot) kódol át elektromos bináris digitális információvá. Vagyis a hangot úgy alakítja át, hogy belőle bináris digitális hangimpulzusok hosszú sora keletkezik, ezek hordozzák az információt. Hasonló elven működtek a régi, magnószalagos otthoni számítógépek is.